# 尼泊尔
尼泊尔联邦民主共和国，通称尼泊尔，是南亚喜马拉雅山脉地区的一个内陆国家，北与中国相接，其余三面与印度为鄰，与孟加拉国仅隔27公里的走廊。尼泊爾的土地面積為14万7516平方公里，排名世界第93位，2972万人口则排名世界上第48位。
由于地处高海拔地区，世界上最高的十座山峰中有八座位于尼泊尔境内或交界，包括最高峰珠穆朗玛峰，因此也是登山好手的觀光勝地。尼泊尔拥有古老的文化遗产，佛教创始人佛陀释迦牟尼即出生在尼泊尔。国家主体宗教信仰为印度教，另有少数群体信仰藏传佛教、伊斯兰教等。尼泊尔还以尽管普遍身材矮小却骁勇敢战的廓尔喀武者闻名于世。18世纪中期建立了尼泊尔王国，并曾入侵西藏，后成为清朝藩属国。在19世纪初英尼战争后尼泊尔割地予英属印度并与其结盟。尼泊尔原為印度教君主制国家。2006年，国会凍結了國王賈南德拉的權力，2008年5月28日，尼泊尔制宪会议正式通过宪法修正案，废除君主制改国号为尼泊尔联邦民主共和国。
“尼泊爾”這個名字首先記錄在印度次大陸吠陀時期的文本中，這是古代尼泊爾建立印度教的時代，是該國的主要宗教。公元前一千年中葉，佛教創始人喬達摩佛陀出生在尼泊爾南部的藍毘尼。尼泊爾北部的部分地區與西藏文化交織在一起。位於市中心的加德滿都谷地與印度-雅利安人的文化交織在一起，是繁榮的尼瓦爾邦聯的所在地，即尼泊爾曼陀羅。古絲綢之路的喜馬拉雅支路，以山谷的商人為主。國際化地區發展了獨特的傳統藝術和建築。到了18世紀，廓爾喀王國實現了尼泊爾的統一。沙阿王朝建立了尼泊爾王國，後來與大英帝國結盟，在其拉納王朝的統治下。該國從未被殖民過，而是充當了中華帝國和英屬印度之間的緩衝國。議會民主制於1951年引入，但在1960年和2005年兩次被尼泊爾君主暫停。1990年代和2000年代初的尼泊爾內戰導致2008年建立世俗共和國，結束了世界上最後一個印度教王朝。
2015年通過的尼泊爾憲法確認該國是一個世俗的聯邦議會共和國，分為七個省。尼泊爾於1955年加入聯合國，1950年與印度簽署友好條約，1960年與中國簽署友好條約。尼泊爾是南亞區域合作聯盟常設秘書處的所在地，它是該聯盟的創始成員。尼泊爾也是不結盟運動和孟加拉灣倡議的成員。尼泊爾軍隊是南亞第五大軍隊，以其廓爾喀歷史而聞名（特別是在世界大戰期間），并且一直是聯合國維和行動的重要貢獻者。

## 歷史

### 17世紀前
尼泊尔是亚洲的古国之一。古代尼泊尔境内有很多国家，在前6世纪，尼泊尔人就已在加德满都河谷一带定居。12世纪前，印度的加纳克国王的兄弟库夏的瓦吉来到尼泊尔并成为尼泊尔国王，而后建立过戈帕尔、阿希尔、吉拉迪、李查维等王朝。
大約在紀元前563年，释迦牟尼出生于今天尼泊尔境内的蓝毗尼古迦毗罗卫国，释迦牟尼的教导称为佛教。
藏缅语族尼瓦尔人被认为是加德满都谷地的原住民，但他们却并不全都是东方人种，还有许多是雅利安人。17世纪是尼瓦爾人的“黄金时代”，馬拉王朝统治下的尼泊尔是西藏和北印度平原之间极为重要的贸易枢纽。当时，加德满都、帕坦和巴克塔普爾各自为政，三个城市之间的竞争非常激烈。

### 廓爾喀王國

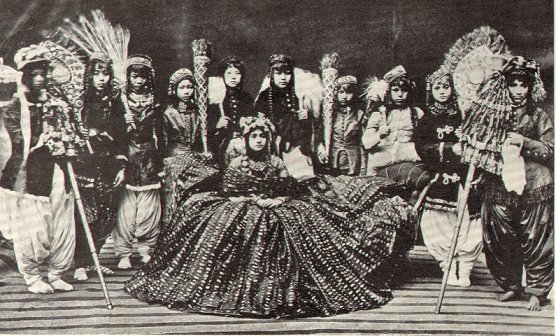
1920年代尼泊尔贵族

17世紀中葉廓爾喀人興起，在西部甘達基河沿岸建立了一个小王国（沙阿王朝的前身），1768年，普里特維·納拉揚·沙阿统一了尼泊爾地區，结束了加德满都谷地三城分地割據的狀態。黃種人尼瓦爾人講的藏緬語系語言尼瓦爾語，自12世紀開始是該地區的官方語言和文學語言，至此被西部地区印度人旁支卡斯人的印欧语系语言尼泊爾語所取代。
國力強盛的廓爾喀於1788年和1791年兩次入侵西藏，最終被清朝擊退，史稱“廓爾喀之役”。戰後廓爾喀同清廷和解，成為清朝的屬國，向清朝皇帝稱臣進貢。而英属东印度公司在佔領印度後，漸漸向北進發，經常侵略哲孟雄及不丹等小國。所以，廓爾喀和清朝一直保持著良好的宗藩關係，以遏制英国的侵略。自清朝中葉後國勢衰弱，清廷被內憂外患所困擾，無暇理會外藩。据说在中華民國建立後，袁世凱曾經欲邀請尼泊爾（即廓爾喀）加入五族共和，惟當時的尼泊爾已經受到英國控制。

### 割讓南部领土給英國及拉纳政變
1791年英国与尼泊爾签订了一项掠夺性的“通商条约”。1814年，尼泊尔与英属印度发生战争，尼泊尔战败。次年尼泊尔被迫与英国签订了“塞格里条约”，把南部大片土地割给英属东印度公司，在内政和对外贸易方面接受英国监督。1846年，亲英的廓爾喀軍人江格·巴哈都尔·拉纳發動政变，夺得尼泊尔军政要职。此后，國王大權旁落，拉纳家族世袭首相。

### 國家恢复完全獨立
1923年英国承认尼泊尔王国独立，与尼泊尔签订《永久和平条约》。

### 20世纪中后期及内战爆发

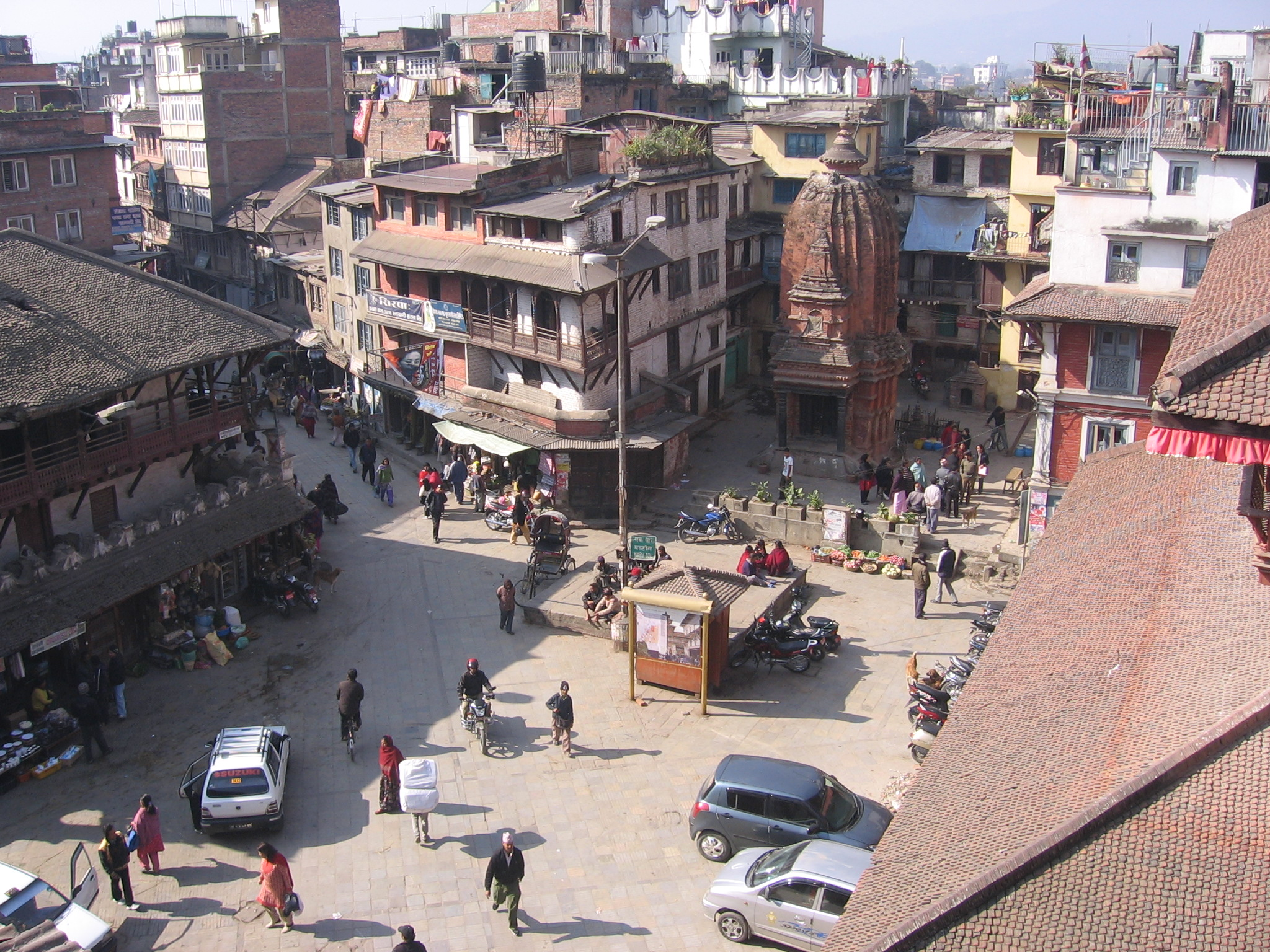
加德滿都一景

第二次世界大战后，英国在尼泊尔的特权因尼泊尔人不懈斗争而丧失。1951年，尼泊尔大会党联合国王势力，迫使首相拉纳交出政权，结束了拉纳家族105年的世袭统治。尼泊尔国王狄布凡颁布临时宪法，实行君主立宪制。1960年12月马亨德拉国王發動政變親政，1961年1月宣布禁止一切政党活动。1962年4月宪法规定尼泊尔为印度教君主国。1989年至1990年，尼泊尔爆发大规模的“人民运动”，时任国王比兰德拉被迫于1990年11月9日颁布新宪法，结束1961年以来的无党派评议会体制，在此基础上引入多党议会制。1994年11月15日，尼泊尔共产党（联合马列）在大选中获胜，但执政仅一年便被迫下台。1996年2月13日，尼泊尔共产党（毛主义）宣布发动“人民战争”。
2001年6月1日晚，加德满都纳拉扬希蒂王宫突然发生枪击事件，王储狄潘德拉因为选妃问题而连杀国王畢兰德拉、王后艾斯瓦利亞、小王子尼拉扬、公主什鲁蒂等10多名王室成员。狄潘德拉本人亦自杀身受重伤，后不治身亡。畢兰德拉国王的弟弟贾南德拉4日在哈努曼多卡宫（老王宫）加冕，继承王位。不過，不少民眾相信這其實是贾南德拉所策劃并嫁禍予王儲，因此由贾南德拉所統轄的尼泊爾王室聲望大不如畢蘭德拉時代。此後，尼泊爾共產黨（毛主义）的武裝勢力漸獲得部份民眾的支持。截至2006年，尼泊尔除了首都加德满都外，大部分地区受尼共控制；2004年底，尼共（毛）开始对首都围城。2005年2月1日，国王贾南德拉解散政府，宣布未来3年由他亲自领导新的部长委员会。
2006年1月2日，尼共（毛）宣佈終止為期近4個月的單方面停火，並開始連串突襲。1月14日，武裝份子突襲加德滿都郊區的兩個警察哨站，打死十多名警察。次日，尼泊爾內政部發佈公告，在加德滿都實施宵禁，並在1月19日指示國營尼泊爾電訊公司中斷加德滿都對外的流動通訊服務，以阻撓反對派於1月20日舉行的大規模遊行示威。4月21日，在七党联盟发动反國王示威和罷工兩星期後，在美國和印度施壓下，國王賈南德拉屈服，表示願意還政於民。他發表電視演說，宣布會解散內閣，將行政權力交予人民，並將舉行選舉，呼籲反對派推舉首相人選。4月30日，柯伊拉腊前往王宫，接受国王贾南德拉任命并宣誓就职尼泊尔首相。

### 内战结束及废除君主制
2006年5月18日，尼泊爾议会一致通過，解除國王贾南德拉包括軍權在內的權力，使尼泊爾日後不受王室控制。若公告內所有建議落實，尼泊爾國王將只成為象徵元首。6月11日，尼泊爾议会通過解除國王「對议会已通過的議案」之否決權，亦即议会議員在將法案簽署成法律前，毋須先徵求國王之同意。政府和毛派开始谈判以决定国家的未来。11月7日，尼共（毛）和政府达成协议，放弃武装抗争，加入政府。
2007年9月18日，尼共（毛）宣布退出临时政府。12月23日，主张君主立宪多党制的大会党和主张完全废除君主制、实行共和制的尼共（毛）达成协议，废除君主制，尼共（毛）返回议会。2008年4月10日举行大選，尼共（毛）贏得30%以上的選票，成为尼泊尔制宪会议第一大黨。2008年5月28日，尼泊爾制憲会议以560票對4票的壓倒性優勢通過決議，正式廢除君主制，成立尼泊爾聯邦民主共和國。
2015年尼泊尔地震於4月25日（星期六）11時56分發生，為81年來最慘重地震，古蹟皇宮區幾乎全毀，超過6千人死亡，多國加入援助。
2020年5月起，尼泊爾首都加德滿都便爆發了大規模的反對印度在里普列克山口修路的遊行示威，眾多示威者前往印度大使館抗議。
2020年6月12日，尼泊爾邊防武警擊斃了一名印度西塔马尔希市的居民，並擊傷另外2名印度人，引起了印度方面的不滿。隨即在6月13日尼泊尔议会通过宪法修正案，将位於中印邊境的里普列克山口等尼印争议地区划为尼泊尔的明确领土，並在印度-尼泊尔边境的15个边防哨所部署武装警察部队。這一系列的舉動引发印度的愤怒回應，而尼泊爾在里普列克山口的行動則很明顯地更符合中國在附近地區的利益，尼泊爾此舉被印度認為是受到了中國的影響。但截止2020年6月17日，尼泊爾與印度尚未爆發武裝衝突。2020年12月14日，联合国核准尼泊尔政府将国家正式名称从“尼泊尔联邦民主共和国”改为“尼泊尔”。

## 教育
尼泊爾於1951年進入現代化階段，識字率為5%，約有10,000名學生就讀於300所學校，到2017年，有超過700萬學生就讀於35,601所學校。總體識字率（5歲及以上人口）從2001年的54.1%提高到2011年的65.9%。到 2017 年，小學淨入學率達到97%，而中學（9-12年級）入學率低於 60%，高等教育水平約為 12%。儘管總體識字率存在顯著的性別差異，但女孩在各級教育的入學率上已超過男孩。尼泊爾有十一所大學和四所獨立的科學院。尼泊爾在2021年的全球創新指數中排名第111位，低於2019年的第109位。
缺乏適當的基礎設施和教學材料，學生與教師的高比例，以及學校管理委員會的政治化和學生和教師之間的黨派工會，是進步的障礙。憲法保障免費基礎教育，但該計劃缺乏有效實施的資金。政府為女孩和殘疾學生以及烈士、邊緣化社區和窮人的子女提供獎學金計劃。每年都有數以萬計的尼泊爾學生離開該國尋求更好的教育和工作，其中一半人再也沒有回來。

## 政治
2006年尼泊爾內戰結束後，于2008年正式廢除沙阿王朝君主制政體，建立聯邦制的議會共和制的尼泊爾聯邦民主共和國。此後，尼泊爾一直由尼泊爾大會黨、尼泊爾共產黨（聯合馬列）和尼泊尔共产党（毛主义中心）轮流执政。
2015年，尼泊尔联邦宪法公布后，尼泊尔共产党（联合马列）主席卡德加·普拉萨德·奥利出任尼泊尔总理，总统则由该党副主席比迪娅·戴维·班达里担任。而尼泊尔立法议会主席一职由尼泊尔共产党（毛主义中心）成员昂薩麗·嘎爾迪·馬加爾取得。
2017年6月，尼泊尔大会党主席谢尔·巴哈杜尔·德乌帕当选尼泊尔新总理。
2017年10月，在尼泊尔举行省议会和立法议会选举前，当时的议会第二大党尼泊尔共产党（联合马列）和第三大党尼泊尔共产党（毛主义中心）组成左翼联盟，最终在大选中击败执政党尼泊尔大会党。
在省级选举中，全国全部7个省中，左翼联盟在6个省胜出。立法议会选举方面，在下议院275个席位中，尼泊尔共产党（联合马列）和尼泊尔共产党（毛主义中心）分获121和63个席位；上议院全部59席，在选举产生的56席中，左翼联盟共获39席。
尼泊尔大选后，第二届尼泊尔制宪会议改组立法议会，设立两院制国会；恢复众议院 (尼泊尔)和国民议会共组成设立的尼泊尔联邦议会，取代尼泊尔立法议会成为新的立法机构。
2018年2月15日，谢尔·巴哈杜尔·德乌帕宣布辞任总理，尼泊尔共产党（联合马列）主席卡德加·普拉萨德·夏尔马·奥利被尼泊尔总统比迪娅·德维·班达里任命为尼泊尔总理，奥利由此成为尼泊尔第41任政府首脑。
2018年2月19日，尼泊尔共产党（联合马列）和尼泊尔共产党（毛主义中心）两党领导人在首都加德满都签署7点合作协议，就两党合并成立新的尼泊尔共产党有关事宜达成重要共识，同年5月17日，两党宣布正式合并，成立尼泊尔共产党；但在2021年3月8日，尼泊尔最高法院裁定当时的合并无效，两党自即日起恢复。

## 语言
在尼泊尔使用的所有语言都不是国语。尼泊尔语是尼泊尔的官方语言。这种语言原先被称为卡斯庫拉語，但是在20世纪后就被叫做尼泊尔语。然而不论官方语言是哪种语言，所有在尼泊尔使用的语言都可用于官方目的和文件中。城市中的大多数人懂英语，同时尼泊尔南部广大地区能懂印地语。随着这个国家的大多数私立学校使用英语教学，英语正变得越来越受欢迎。报纸和电视节目现在都广泛使用英语，而相比印地语，年轻人都更喜欢英语。

## 外交

### 與印度的关系
尼泊爾與印度關係特殊，所以不用簽證即可到達對方國內，因此德里、孟買有大量尼泊爾娼妓，尼泊爾也有大量印度工人。1947年6月两国正式建交。2006年尼印两国高层往来频繁。4月，印总理曼·辛格（Manmohan Singh）派特使卡兰·辛格（Karan Singh）和外秘希夫香卡尔·梅农（Shivshankar Menon）访尼，与尼领导人就尼局势交换意见。6月，尼首相柯伊拉腊访印，与辛格总理会晤。印对尼和平进程表示欢迎和支持，同意在2006-07财年向尼提供80亿卢比（约合1.07亿美元）预算支持。
印度是尼最大贸易伙伴和重要援助国。2005-06财年前8个月，尼对印出口约4亿美元，同比增长21.5%，占尼出口总额的69.1%。尼从印进口约9.75亿美元，同比增长34.8%，占尼进口总额的63.3%。2006-07财年，印对尼发展援助达35亿卢比（约合4700万美元），为上一财年的3倍。
2019年11月，印度发布了新版政治区划地图，将尼泊尔-印度边境的卡拉帕尼、里普列克和林比亚杜拉等地区标记为印度北阿坎德邦领土，此后又修建了通向里普列克的公路，引发尼泊尔方面强烈抗议与双方的军事对峙。2020年6月13日，尼泊尔议会通过决议，在新版尼泊尔地图将尼泊尔-印度边境的卡拉帕尼、里普列克和林比亚杜拉等地区标记为尼泊尔领土，印方对此表示抗议。

### 與美国的关系
1947年4月，尼美建交并签订友好和商务条约。2005年2月，贾南德拉国王亲政，美宣布停止对尼军援、军售。5月9-11日，美国负责南亚事务助理国务卿罗卡对尼进行工作访问。罗卡会见了贾南德拉国王、大臣委员会两位副主席、外交大臣、尼军总参谋长，以及尼主要政党领导人。2007年4月1日，尼临时政府成立，美驻尼使馆声明表示支持。

### 与中华人民共和国的关系
尼泊尔与中华人民共和国于1955年8月1日建交。2008年，中國大陸開始建設連接西藏首府拉薩和位於中尼邊境的西藏樟木鎮770公里的鐵路，將尼泊爾的鐵路連接至中國大陸的鐵路網。此外，中國大陸通过一帶一路計劃，增加對尼泊爾的投資。

## 行政區域
根据2015年9月20日实行的宪法，尼泊尔分为7个省，省下面分为77个县；原有5个发展区和14个专区均被废除，原有的75个县中有两个被拆分。这7个省分别是：
1. 戈希省
2. 马德什省
3. 巴格馬蒂省
4. 甘达基省
5. 藍毗尼省
6. 格尔纳利省
7. 远西省

## 地理

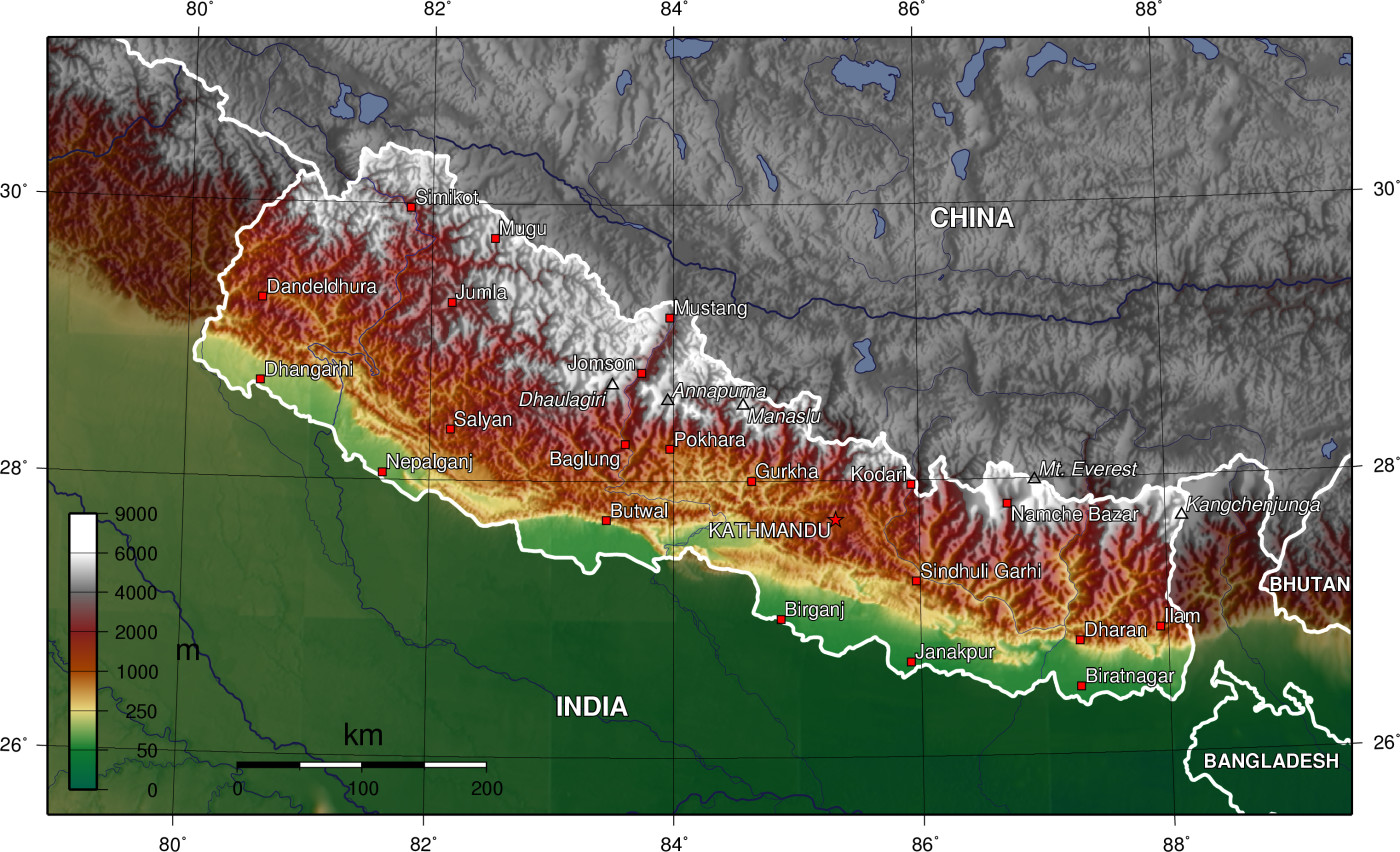
尼泊爾的地形圖

尼泊爾國境呈長方形，略呈西北-東南走向，東西寬約850公里，南北寬約200公里。國土面積有147,181平方公里。海拔由北部中國交界的崇高山脈（海拔4000公尺以上）向南遞減，中部（海拔1000公尺至4000公尺）為山地，南部靠近印度地區的海拔較低（1000公尺以下），直到部分為平原地形並多為茂密林地。
喜瑪拉雅山脈成為尼泊爾和中國的天然國界，包括珠穆朗瑪峰（在尼泊爾稱的薩加瑪塔峰）在內，世界10大高峰有8個在尼泊爾境內。
全國雖不大，卻因為地形緣故，以海拔分為5個氣候區：
- 熱帶和亞熱帶地區處於海拔1200公尺以下；
- 溫帶林區處於海拔1200-2400公尺；
- 寒帶地區處於海拔2400-3600公尺；
- 次極帶處於海拔3600-4800公尺；
- 極帶氣候屬於海拔4800公尺以上的高山地區。

尼泊爾全年可分為：春季、夏季、風季、秋季和冬季。其中風季主要是受印度孟加拉灣的季候風吹襲，季候風連帶豪雨容易導致嚴重的山泥傾瀉。喜瑪拉雅山脈一方面可以阻擋季候風繼續北上，另一方面可以阻擋來自亞洲西伯利亞等地形成的冬季冷空氣團。
2015年四、五月，尼泊爾當地發生地震規模7.3強震，最大規模達7.8級，造成境內8673人死亡，餘2萬人受傷。巨大地震的成因複雜，但主要原因為尼泊爾位處全球著名的地震帶——地中海-喜馬拉雅山板塊交界。擁有廣闊面積與群山環繞的尼泊爾，天然資源豐富；然而高山帶氣候多變以及位於板塊交界處，造成的天災劇變是可以預期的，也是尼泊爾未來如何善用地理資源重要的考量之一。

## 人口及宗教
| 尼泊尔宗教          | 尼泊尔宗教          | 尼泊尔宗教 | 尼泊尔宗教 | 尼泊尔宗教 |
| ------------------- | ------------------- | ---------- | ---------- | ---------- |
| 宗教                | 宗教                |            | 百分比     | 百分比     |
| 印度教              | 印度教              |            | 81.3%      | 81.3%      |
| 佛教                | 佛教                |            | 9.0%       | 9.0%       |
| 伊斯蘭教（穆斯林）  | 伊斯蘭教（穆斯林）  |            | 4.4%       | 4.4%       |
| 原始宗教（Mundhum） | 原始宗教（Mundhum） |            | 3.0%       | 3.0%       |
| 基督宗教            | 基督宗教            |            | 1.4%       | 1.4%       |
| 其他                | 其他                |            | 0.4%       | 0.4%       |

截至2010年，全國總人口約為2,900萬人。尼泊爾的民族分两種，一種是印度教徒（卡斯人），另一种是非印度教民族（馬塔瓦里，喝烈酒的人）。2001年80.6%人口是印度教徒，10.7%是佛教徒（多数是藏缅语族），4.4%人口是穆斯林，3.6%信原始宗教，很多人同时信仰印佛二教（由於他們的密切接觸與印度教種姓制度影響下，其中許多人最終採納了印度教的種姓制度，二教已在很大程度上綜合）。另一说法是尼泊尔民族分三种：印度教种姓社會、当地藏缅原住民、北方藏族。
尼泊爾的種姓人口可分五類：
1. 佩戴聖線的人：卡斯人的山地婆羅門（巴洪）、剎帝利（切特里）、南方的婆羅門與拉其普特人、尼瓦爾人中的婆羅門與印度教徒什雷斯塔種姓。
2. 不可奴役的喝烈酒者：尼瓦爾人，古隆人、林布族、馬嘉人、拉伊族。
3. 可奴役的喝烈酒者：塔芒族、切彭族、夏爾巴人、塔魯族。
4. 不潔但仍可接觸：尼瓦爾人的職業種姓（首陀羅）、穆斯林、外國人。
5. 不可接觸者：卡斯人不潔職業種姓、南方不潔職業種姓、尼瓦爾人不潔職業種姓。

## 经济

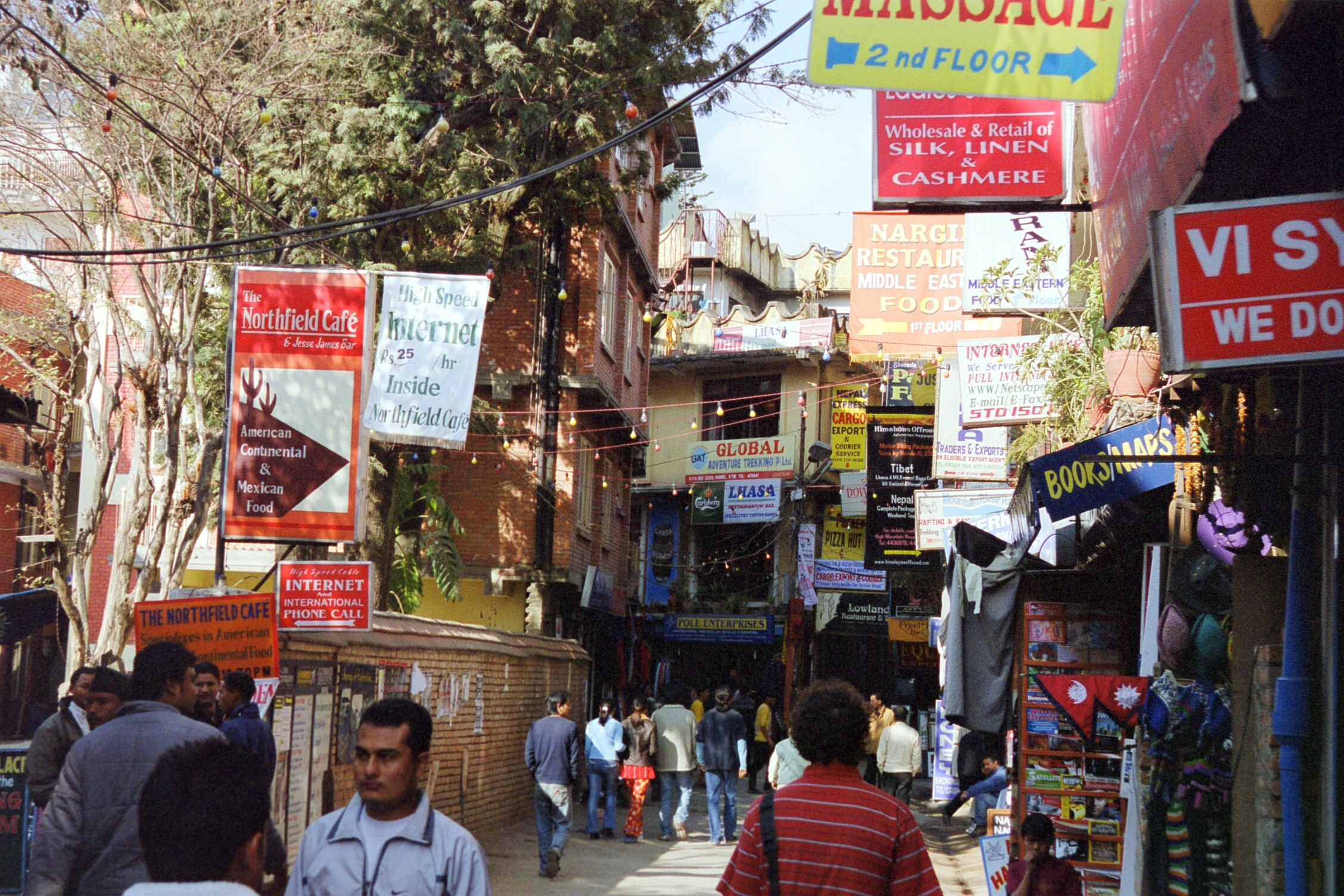
位在加德滿都的觀光客聚集點

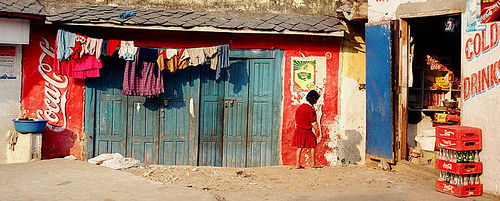
在鄉村地區的可口可樂

全國近80%人口务农。尼泊尔南部为平原，公路设施发达，与印度经济交流密切。在山區，觀光收入則變得很重要。
尼泊尔北部与中国接壤，但北部为喜马拉雅山脉，山高谷深，交通极为不便。尼泊尔期待与中国大陸加强经济联系，但糟糕的地理状况（邊境山脈眾多）制约了双方人员及物资的交流，这也限制了双方贸易额的进一步扩大。

## 文化
2006年之前，尼泊爾是世界上唯一一個印度教王國，其文化也是典型的印度教文化。
尼泊爾人不吃牛肉，因為黃牛神聖；不吃豬，因為太污穢。尼泊爾人死後，由婆羅門主持儀式，用白布包裹屍體，並於24小時內火化，骨灰投入河中。尼泊爾人講究送終守孝，雙親去世要刮去全身毛髮，用白布圍身，開始齋戒，所謂守孝是吃齋禁慾13日，之後一年不能參加娛樂、飲酒和進廟，一年後才可脫孝服。

### 引用
1. ↑  According to Interim Constitution Nepali is only the official language (article 5, point 2). Other languages spoken as the mother tongue in Nepal are the national languages (article 5, point 1). According to article 5, point 3, all languages are accepted as official languages at the regional level. Today's more than 90% people speak Nepali as a 1st language. Nepal_Interim_Constitution2007 （页面存档备份，存于）
2. ↑  . The World Factbook. Central Intelligence Agency. 2025-05-07  [2025-05-08] （英语）.
3. 1 2 3 4  . World Economic Outlook Database. International Monetary Fund (IMF). 2022-04  [2022-05-29]. （原始内容存档于2022-05-29） （英语）.
4. ↑   (PDF). UNITED NATIONS DEVELOPMENT PROGRAMME.   [2019-12-22]. （原始内容 (PDF)存档于2018-10-24）.
5. ↑  . The Kathmandu Post. 9 November 2020  [28 June 2021]. （原始内容存档于2021-07-07）.
6. ↑  . eKantipur.com. 2008年7月23日  [2008-07-25]. （原始内容存档于2008年7月25日） （英语）.
7. ↑  . CIA.   [2014-02-14]. （原始内容存档于2014-02-09）.
8. ↑  .   [2011-05-08]. （原始内容存档于2010-09-13）.
9. ↑  （英）约翰·菲尔普顿著；杨恪译. . 上海：东方出版中心. 2016-07: 239. ISBN 978-7-5473-0973-5.
10. ↑  . BBC中文網. 2005-02-01  [2015-03-26]. （原始内容存档于2015-04-02）.
11. ↑  . 東北網. 2006-04-30  [2015-03-26]. （原始内容存档于2015-04-02）.
12. ↑  尼泊爾王國KINGDOM OF NEPAL[永久]
13. ↑  .   [2006-06-15]. （原始内容存档于2006-09-04）.
14. ↑  .   [2006-06-15]. （原始内容存档于2012-07-09）.
15. ↑  .   [2006-11-08]. （原始内容存档于2019-08-21）.
16. ↑  尼泊爾政治歷史大事紀 的存檔，存档日期2014-02-01.
17. 1 2  Anbarasan Ethirajan. . 2020-06-10  [2020-06-18]. （原始内容存档于2020-06-18）.
18. ↑  Shubhajit Roy. . 2020-06-13  [2020-06-18]. （原始内容存档于2020-06-18）.
19. ↑  .   [2020-08-07]. （原始内容存档于2020-08-09）.
20. ↑  艾米•卡兹明. . 2020-06-16  [2020-06-16]. （原始内容存档于2020-06-17）.
21. ↑  临时宪法，第5条，第1项
22. ↑  尼泊尔临时宪法，第5条，第2项
23. ↑  .   [2008-05-30]. （原始内容存档于2011-06-05）.
24. ↑  临时宪法，第5条，第3项
25. ↑  . The Wire. 2020-05-21  [2020-06-16]. （原始内容存档于2020-06-15） （英语）.
26. ↑  . The Wire. 2020-06-14  [2020-06-16]. （原始内容存档于2020-06-15） （英语）.